# Povijest Gagauzije
Povijest Gagauzije seže u antičko doba. Veće područje, poznato kao Besarabija, prethodno istočna polovica Kneževine Moldavije, pripojeno je Ruskom Carstvu 1812. Gagauzima su vladali Rusko Carstvo (1812. – 1917.), Rumunjska (1918. – 1940. i 1941. – 1944.), Sovjetski Savez (1940. – 1941. i 1944. – 1991.) i Moldavija (1917. – 1918. i 1991. do danas).

## Srednji vijek
Vjeruje se da Gagauzi potječu od Turaka Seldžuka koji su se naselili u Dobrudži, zajedno s Pečenezima, Oguzima (Uzima) i Kumanima (Kipčakima) koji su slijedili anatolijskog seldžučkog sultana İzzeddina Keykavusa II (1236.-1276.). Točnije, jedan klan Turaka Oguza migrirao je na Balkan tijekom međuplemenskih sukoba s drugim Turcima. Ovaj klan Oguskih Turaka prešao je s islama na pravoslavno kršćanstvo nakon što su se doselili na istočni Balkan (danas u Bugarskoj ) i nazvani su Gagauzima.

## Rusko carstvo
Godine 1812. Besarabija, prethodno istočna polovica Kneževine Moldavije, postala je dio Ruskog Carstva, a plemena Nogajaca koja su nastanjivala nekoliko sela u južnoj Besarabiji (ili Budžaku) bila su prisiljena otići. Između 1812. i 1846. Rusi su naselili Gagauze iz današnje istočne Bugarske (koja je ostala pod Osmanskim Carstvom) u pravoslavnu Besarabiju, uglavnom u naselja koja su napustila plemena Nogajci. Tamo su se naselili paralelno s besarabijskim Bugarima u Avdarmi, Komratu, Congazu, Tomaiu, Cişmichioiu i drugim bivšim nogajskim selima. Neki Gagauzi također su bili naseljeni u dijelu Kneževine Moldavije koji nije došao pod rusku kontrolu 1812., ali su se u roku od nekoliko godina selo po selo preselili na kompaktno područje koje danas nastanjuju na jugu Besarabije.

## Sovjetski Savez
Tijekom Drugog svjetskog rata, sovjetsku Moldavsku Sovjetsku Socijalističku Republiku je napala nacistička Njemačka.
Gagauški nacionalizam ostao je intelektualni pokret tijekom 1980-ih, ali je ojačao krajem desetljeća, kada je Sovjetski Savez počeo prihvaćati demokratske ideale. Godine 1988. aktivisti lokalne inteligencije udružili su se s drugim etničkim manjinama kako bi stvorili pokret poznat kao "Gagauski narod". Godinu dana kasnije, "Gagauski narod" održao je svoju prvu skupštinu na kojoj je usvojena rezolucija kojom se traži stvaranje autonomnog teritorija u južnoj Moldaviji, s gradom Comratom kao glavnim gradom. Nacionalni pokret Gagauza intenzivirao se kada je rumunjski jezik prihvaćen kao službeni jezik Republike Moldavije u kolovozu 1989., zamijenivši ruski, službeni jezik SSSR-a . Dio multietničkog stanovništva južne Moldavije ovu je odluku doživio sa zabrinutošću, što je izazvalo nedostatak povjerenja u središnju vladu u Kišinjevu. Gagauzi su također bili zabrinuti zbog posljedica po njih ako se Moldavija ponovno ujedini s Rumunjskom, što se u to vrijeme činilo sve vjerojatnijim. U studenom 1989. proglašena je Gagauska ASSR u sastavu Moldavije.

## Nezavisna Moldavija
U kolovozu 1990. Comrat se proglasio autonomnom republikom, ali je moldavska vlada poništila deklaraciju kao neustavnu. U to vrijeme Stepan Topal se pojavio kao vođa nacionalnog pokreta Gagauza. Podrška Sovjetskom Savezu ostala je visoka, a referendum u ožujku 1991. vratio je gotovo jednoglasno glasovanje za ostanak u sastavu SSSR-a. Referendum su, međutim, bojkotirali Moldavci u Gagauziji, kao i u ostatku Moldavije. Mnogi Gagauzi podržali su pokušaj državnog udara u Moskvi u kolovozu 1991., a u rujnu se Pridnjestrovlje proglasilo neovisnim, čime su dodatno zategnuti odnosi s Kišinjevom. Međutim, kada je moldavski parlament 27. kolovoza 1991. glasovao o tome treba li Moldavija postati neovisna, šest od dvanaest gagauskih zastupnika u moldavskom parlamentu glasovalo je za, dok ostalih šest nije sudjelovalo. Kao posljedica toga, moldavska vlada ublažila je svoje prorumunjsko stajalište i posvetila više pozornosti pravima manjina.
U veljači 1994. predsjednik Mircea Snegur obećao je Gagauzima autonomiju, ali je bio protiv potpune neovisnosti. Također se protivio prijedlogu da Moldavija postane savezna država sastavljena od tri republike: Moldavije, Gagauzije i Transnistrije. Godine 1994. Parlament Moldavije dodijelio je "narodu Gagauzije" (kroz usvajanje novog ustava Moldavije) pravo na "vanjsko samoodređenje", ako se status zemlje promijeni. Drugim riječima, ako je slučaj da je Moldavija odlučila pridružiti se drugoj zemlji (po svemu sudeći, to bi bila Rumunjska), tada bi Gagauzi imali pravo odlučiti, putem referenduma o samoodređenju, hoće li ostati dio nove države ili ne. Dana 23. prosinca 1994. Parlament Republike Moldavije prihvatio je "Zakon o posebnom pravnom statusu Gagauzije" (Gagauz: Gagauz Yeri). Zakon je stupio na snagu 14. siječnja 1995., čime je spor riješen mirnim putem. 23. prosinca sada je praznik Gagauza. Mnoge europske organizacije za ljudska prava prepoznaju i promiču Gagauziju kao uspješan model rješavanja etničkih sukoba.[nedostaje izvor] Gagauzija je sada "nacionalno-teritorijalna autonomna jedinica" s tri službena jezika, moldavskim, gagauskim i ruskim.
Tri grada i dvadeset i tri komune bile su uključene u autonomni teritorij Gagauza: svi lokaliteti s preko 50% Gagauza i oni lokaliteti s između 40% i 50% Gagauza, koji su na referendumu izrazili želju da budu uključeni u granice novostvorene Gagauzije. Godine 1995. Gheorghe Tabunșcic izabran je za guvernera (moldavski: Guvernator, gagauški: Bashkan) Gagauzije na četverogodišnji mandat, kao i zastupnici lokalnog parlamenta, "Narodne skupštine", s Petru Pașalî kao predsjednik.
Dumitru Croitor pobijedio je na izborima za guvernera 1999. godine i počeo koristiti prava koja je guverneru dodijelio sporazum iz 1994. godine. Središnje vlasti Moldavije pokazale su se nespremnima prihvatiti rezultate što je pokrenulo dugotrajni zastoj između autonomne Gagauzije i moldavijske vlade. Naposljetku, 2002., Croitor je, zbog pritiska moldavske vlade koja ga je optuživala za zlouporabu ovlasti, odnose sa separatističkim vlastima Pridnjestrovlja i druge optužbe, podnio ostavku. Središnje izborno povjerenstvo Gagauzije nije registriralo Croitora kao kandidata za mjesto guvernera na sljedećim izborima, a na izborima koji su opisani kao nepošteni je izabran kandidat Tabunșcic.
1. travnja 2020. pandemija COVID-19 stigla je do Gagauzije.

## Vanjske poveznice
|  | Zajednički poslužitelj ima još gradiva o temi Povijest Gagauzije |